# Єкатеринбурзький музей образотворчих мистецтв
Єкатеринбурзький музей образотворчих мистецтв (рос. Екатеринбургский музей изобразительных искусств) — художній музей у місті Єкатеринбург (Росія). Найбільший художній музей Уралу, має дві будівлі — головну, яка розташована на березі річки Ісеть в Історичному сквері міста (вул. Воєводіна, 5) та другу, яка розташована за адресою: вул. Вайнера, 11.

## Історія
Свердловська картинна галерея була заснована 1936 року, 1988 року перейменована в Свердловський музей образотворчих мистецтв, а 1992 року, з поверненням місту його історичної назви — в Єкатеринбурзький музей образотворчих мистецтв. Основу музейної колекції склали збірки Уральського товариства любителів природознавства. До 1936 року ця колекція перебувала в складі Природно-історичного краєзнавчого музею, потім була передана в Свердловську картинну галерею.
У роки Другої світової війни в будівлі Свердловської картинної галереї зберігалися евакуйовані з Ленінграда скарби Державного Ермітажу, співробітники якого мали великий вплив на формування свердловської колекції, наукову діяльність галереї і культурне життя міста..
Надалі в колекцію музею були передані роботи з Державного Ермітажу, Третьяковської галереї, Державного музею імені Пушкіна.
До середини 1980-х років з ростом музейної збірки виникла необхідність збільшення фондових та експозиційних площ, які змогли б задовольняти потреби зберігання і експонування колекцій. У зв'язку з цим 1986 року частина експозиції була перенесена в реконструйовану будівлю колишнього госпіталю Єкатеринбурзького залізоробного заводу (вул. Воєводіна, 5). Каслинський чавунний павільйон був демонтований та перенесений у нове приміщення і відреставрований.
1988 року Свердловська картинна галерея отримала статус музею образотворчих мистецтв. Новоорганізовані відділи російського живопису, декоративно-ужиткового мистецтва, російського мистецтва XX століття почали цілеспрямовану діяльність по комплектуванню колекцій. Це був період найбільш активної наукової та видавничої діяльності музею, який набув широкої популярності та активно співпрацював з науковими та музейними центрами Росії і зарубіжних країн.
2008 року при музеї спільно з Російським центром музейної педагогіки та дитячої творчості Російського музею був створений Регіональний Центр музейної педагогіки та творчого розвитку дітей та юнацтва. Одним із пріоритетних напрямків діяльності Центру є розвиток взаємозв'язку музею з системою шкільної освіти і реалізація спільних музейно-педагогічних проектів і програм.
З 2011 року музеєм реалізується найбільший на Уралі художній проект — Міжнародний фестиваль мецо-тинто, який проводиться за принципом бієнале і об'єднує художників з більш ніж сорока країн, що працюють у цій складній техніці графіки.
У вересні 2014 року директор Державного Ермітажу Михайло Піотровський, губернатор Свердловської області Євген Куйвашев і глава адміністрації Єкатеринбурга Олександр Якоб підписали угоду про створення культурно-просвітницького центру «Ермітаж-Урал» (відкриття центру заплановано на 2020 рік).
У 2015 році відомий колекціонер, глава міста Єкатеринбурга Євген Ройзман передав у дар музею свою колекцію наївного мистецтва, ініціювавши тим самим організацію нового підрозділу — «Музею наївного мистецтва». У листопаді 2017 року відбулося відкриття музею за адресою вул. Рози Люксембург, 18.

## Основні колекції
- Каслинський чавунний павільйон

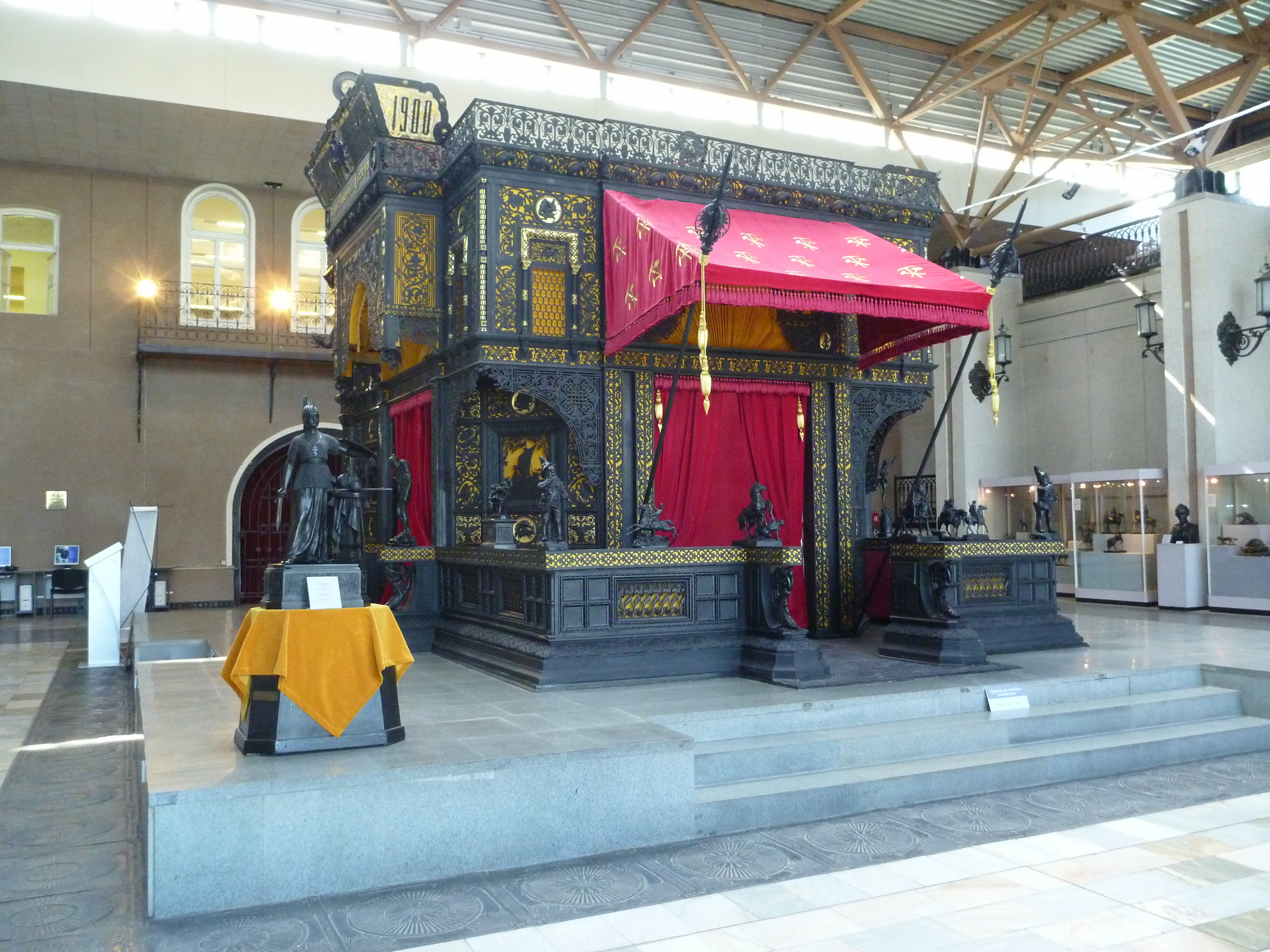
Каслинський чавунний павільйон

Музей відомий перш за все унікальною колекцією Каслинського художнього литва і всесвітньо відомим Каслинським чавунним павільйоном — учасником Всесвітньої Паризької виставки 1900 року.
- Російський живопис XVIII — початку XX ст.

Представлені полотна В. Л. Боровиковського, Ф. С. Рокотова, І. І. Шишкіна, І. М. Крамського, О. К. Саврасова, В. Д. Полєнова, К. О. Коровіна, І. І. Рєпіна, І. К. Айвазовського, П. П. Верещагіна, І. І. Левітана, Л. Ф. Лагоріо, В. Є. Маковського, М. О. Ярошенко, О. П. Боголюбова та ін.
- Російський авангард 1910—1920 рр.

Представлені твори К. С. Малевича, В. В. Кандинського, М. Ф. Ларіонова, Н. С. Гончарової, І. І. Машкова, П. П. Кончаловського.
- Російський живопис і графіка XX — початку XXI ст.
- Російський фарфор і скло XVIII—XX століття
- Російський іконопис XVI—XIX ст.

Включає колекцію так званої «Нев'янської ікони», старообрядницької іконописної школи, що склалася в Нев'янську в XVIII столітті та існувала до 1920 року.
- Західноєвропейське мистецтво XIV—XIX ст.
- Західноєвропейський фарфор і скло
- Тобольська різьблена кістка
- Уральське художнє литво з чавуну
- Каменерізне і ювелірне мистецтво Уралу
- Нижньотагільський розписний піднос
- Златоустівська оздоблена зброя і гравюра на сталі

## Галерея

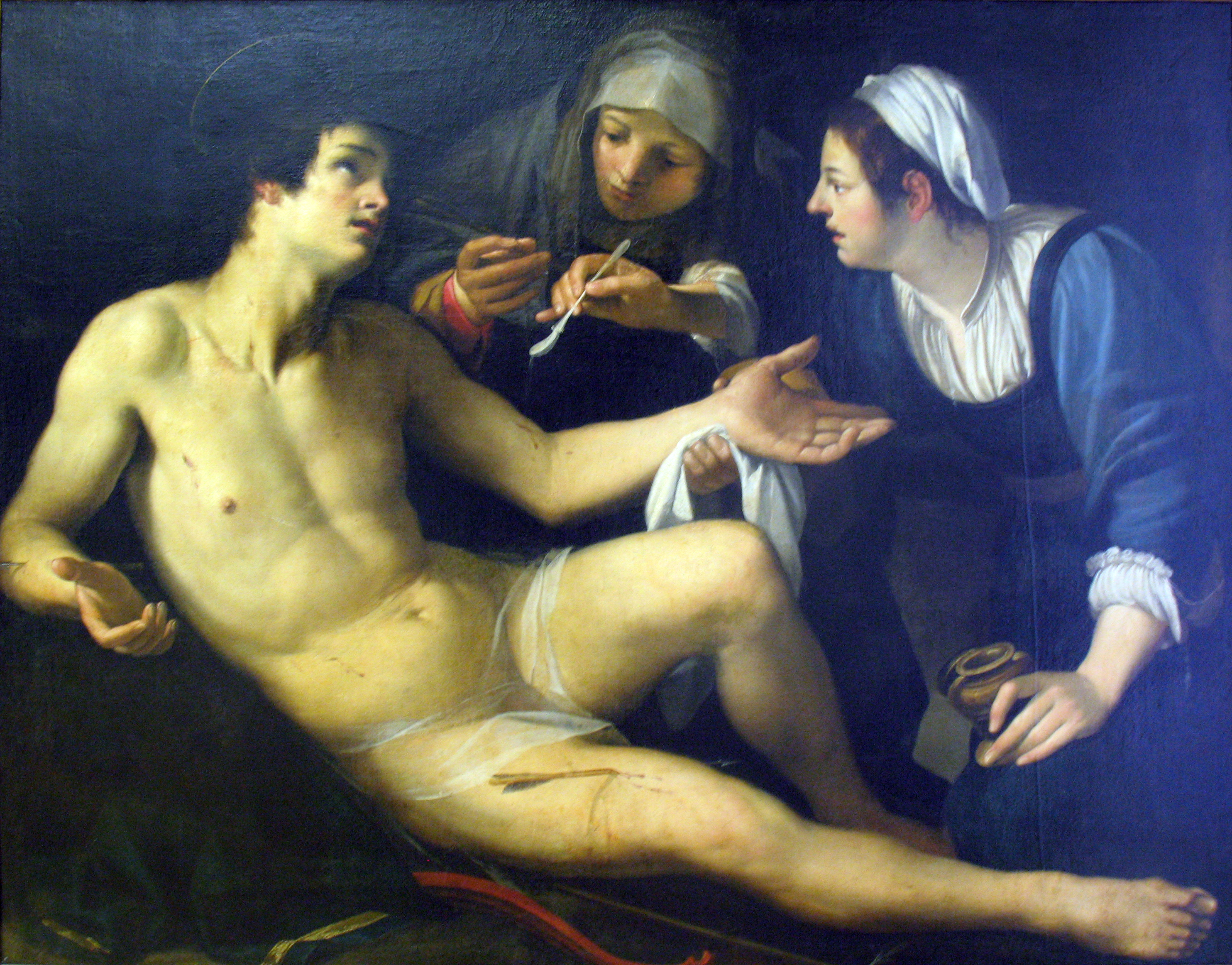
Джованні Франческо Рустичі. «Святий Себастьян», перша половина 1620-х
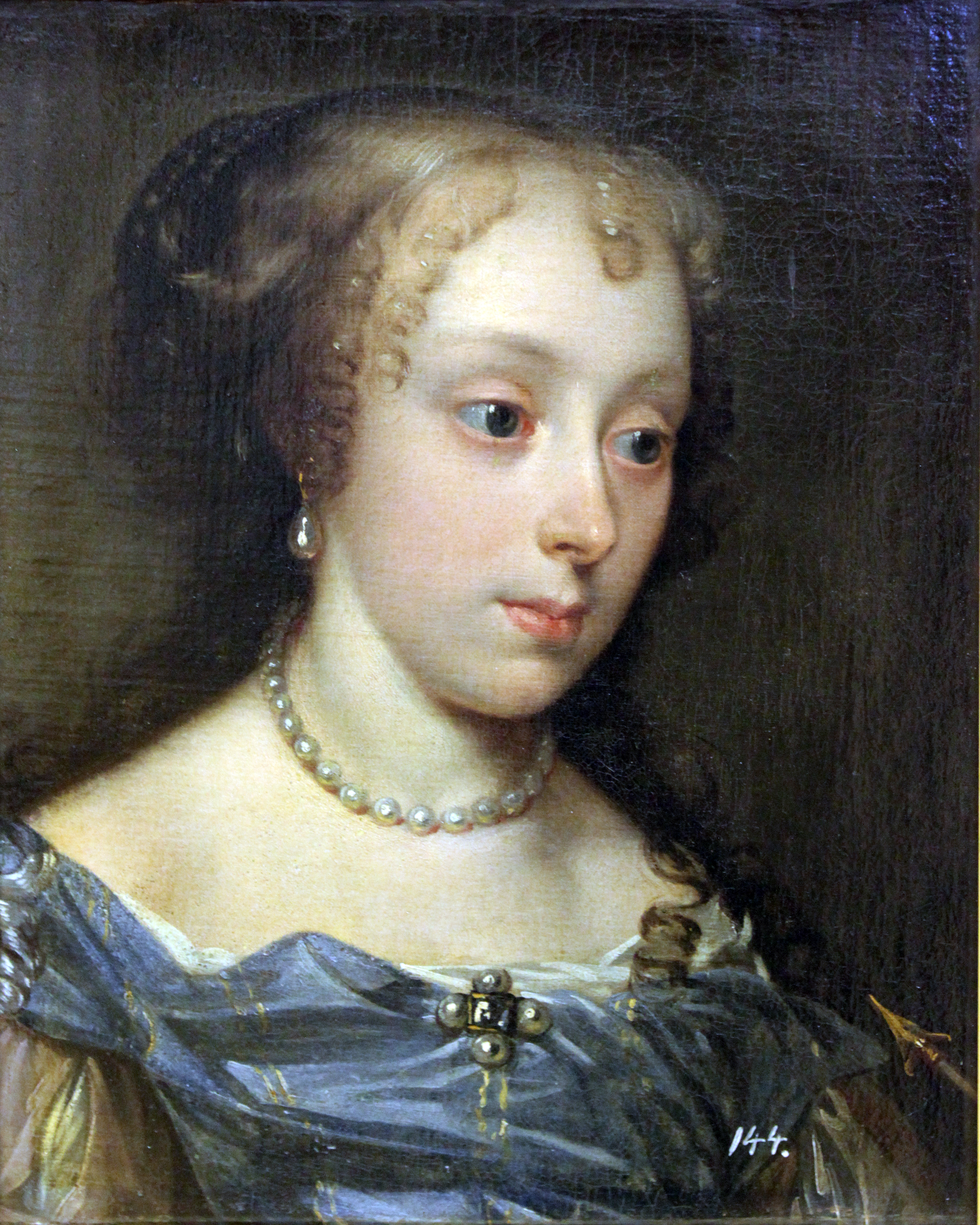
Пітер Лелі. «Жіночий портрет», 1670
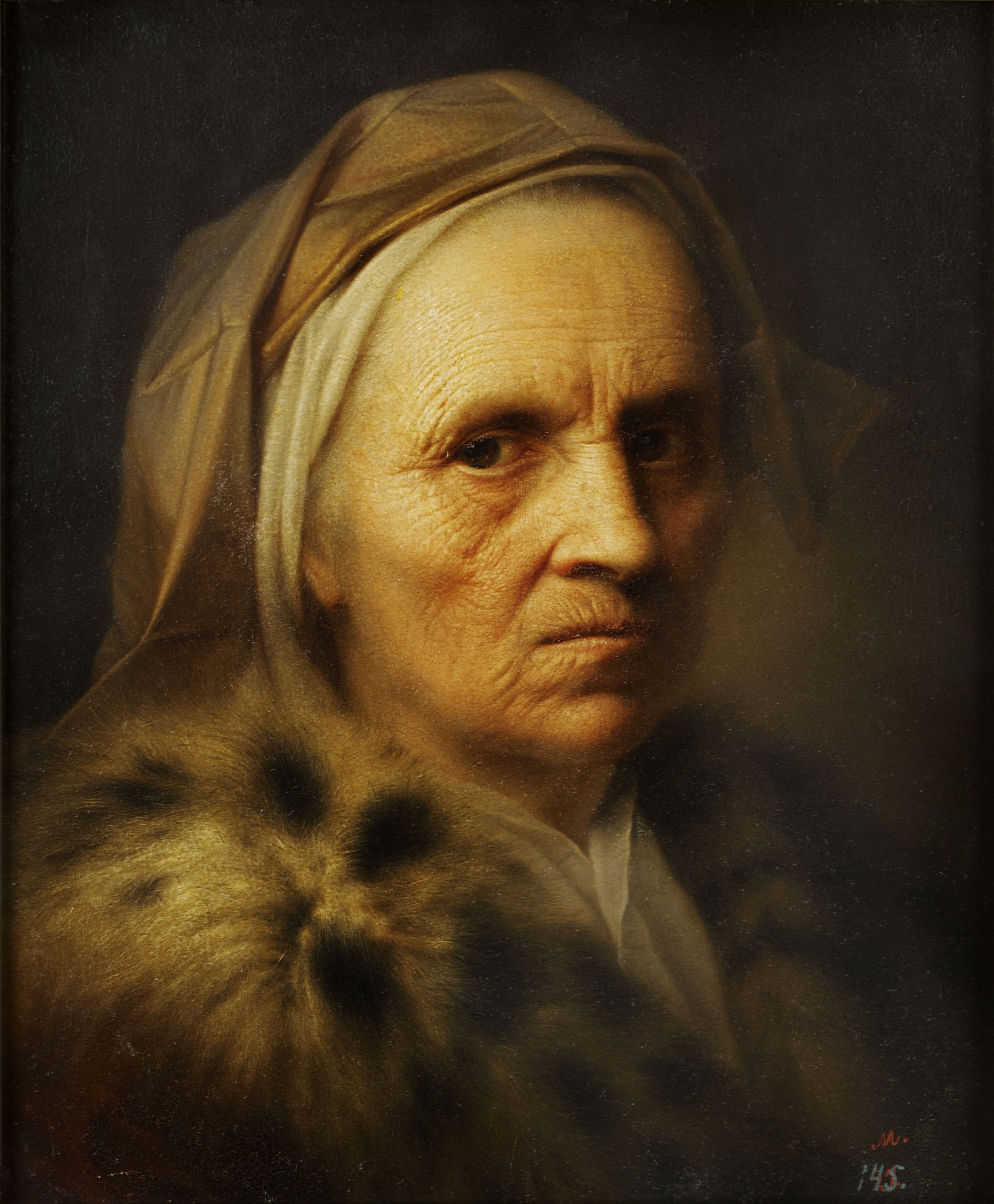
Бальтазар Деннер. «Портрет літньої жінки», 1725
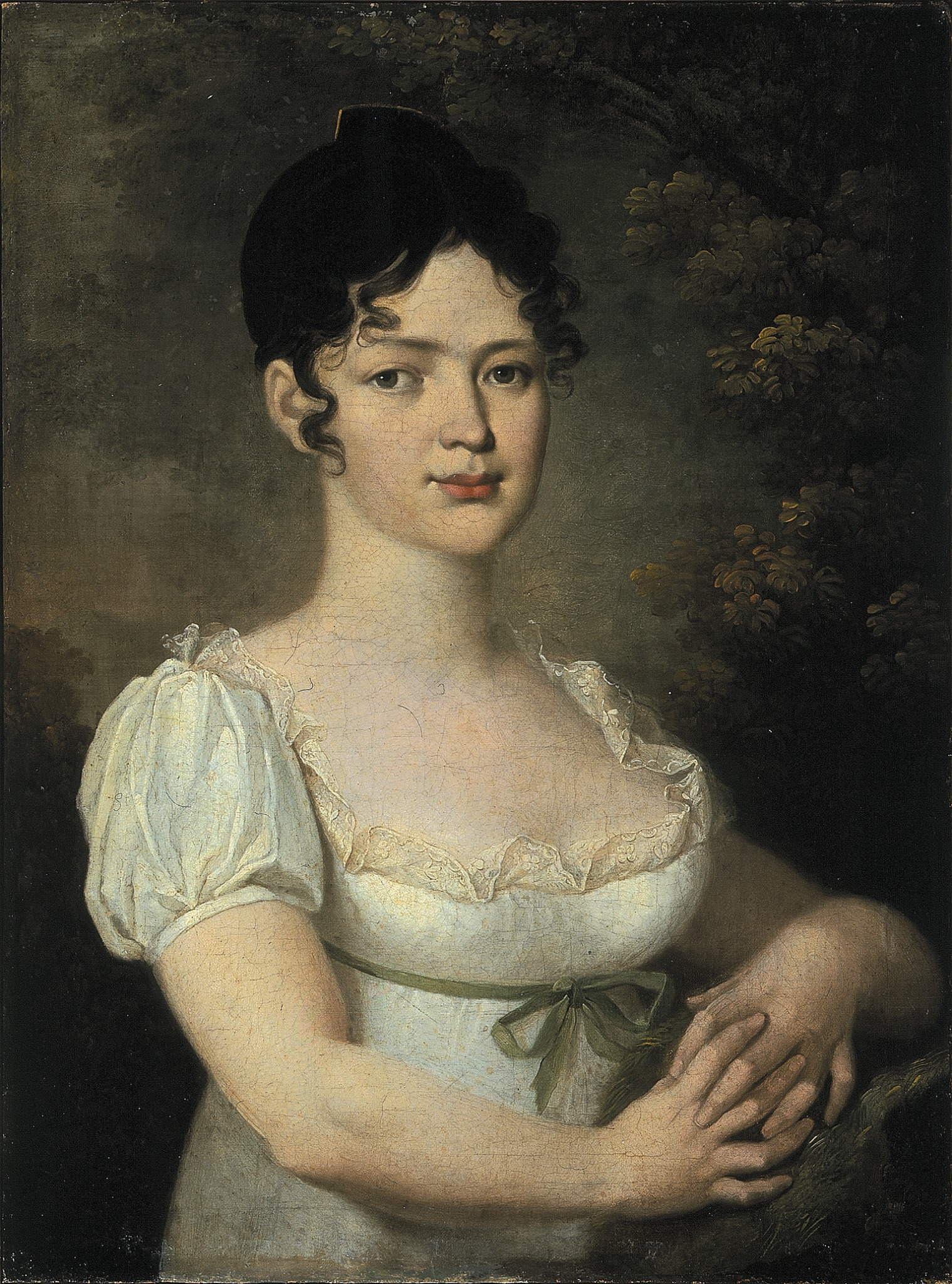
Володимир Боровиковський, Портрет Є. П. Дубовицької, 1809
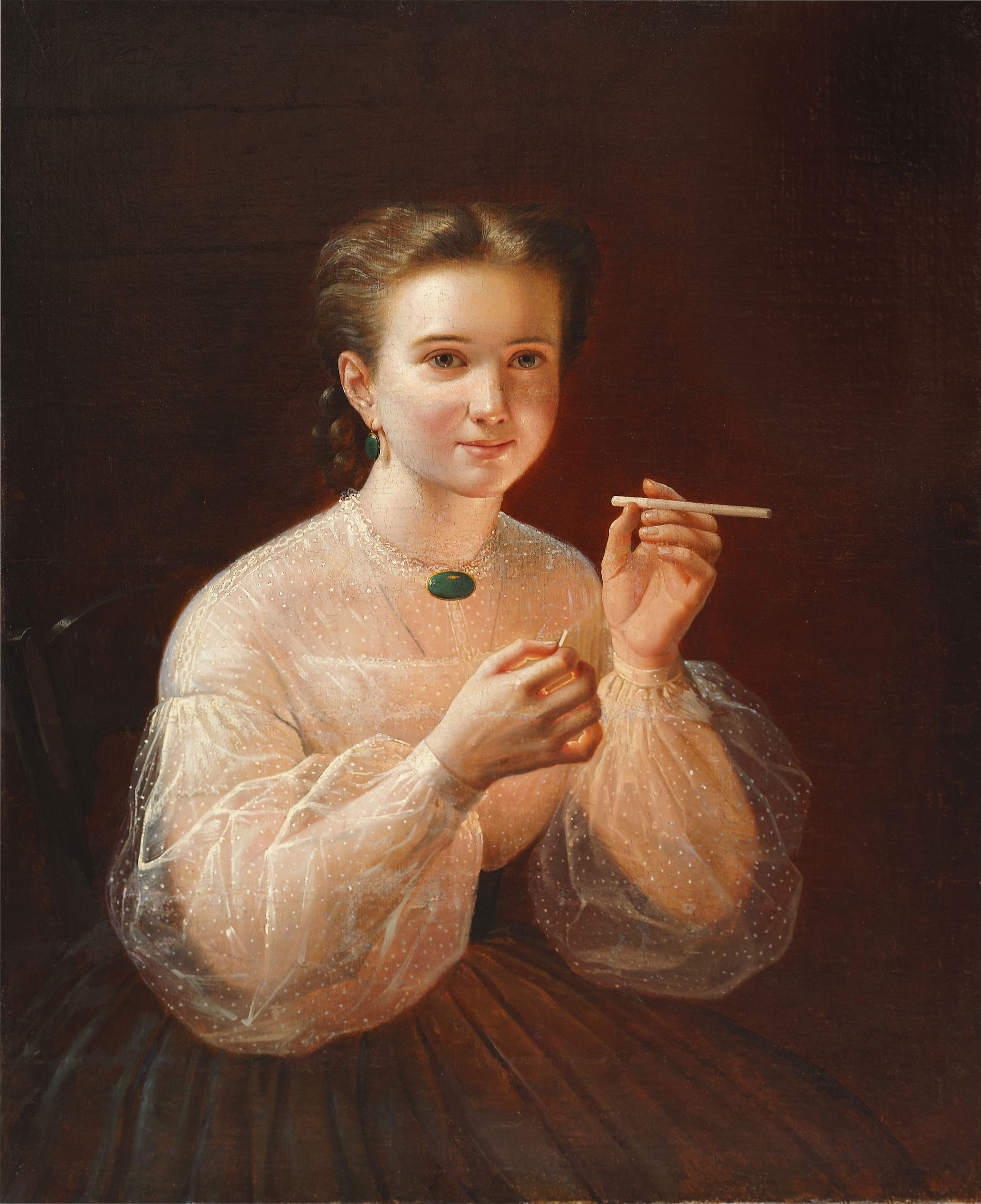
Петро Заболотський. «Дівчина з цигаркою», 1830-ті
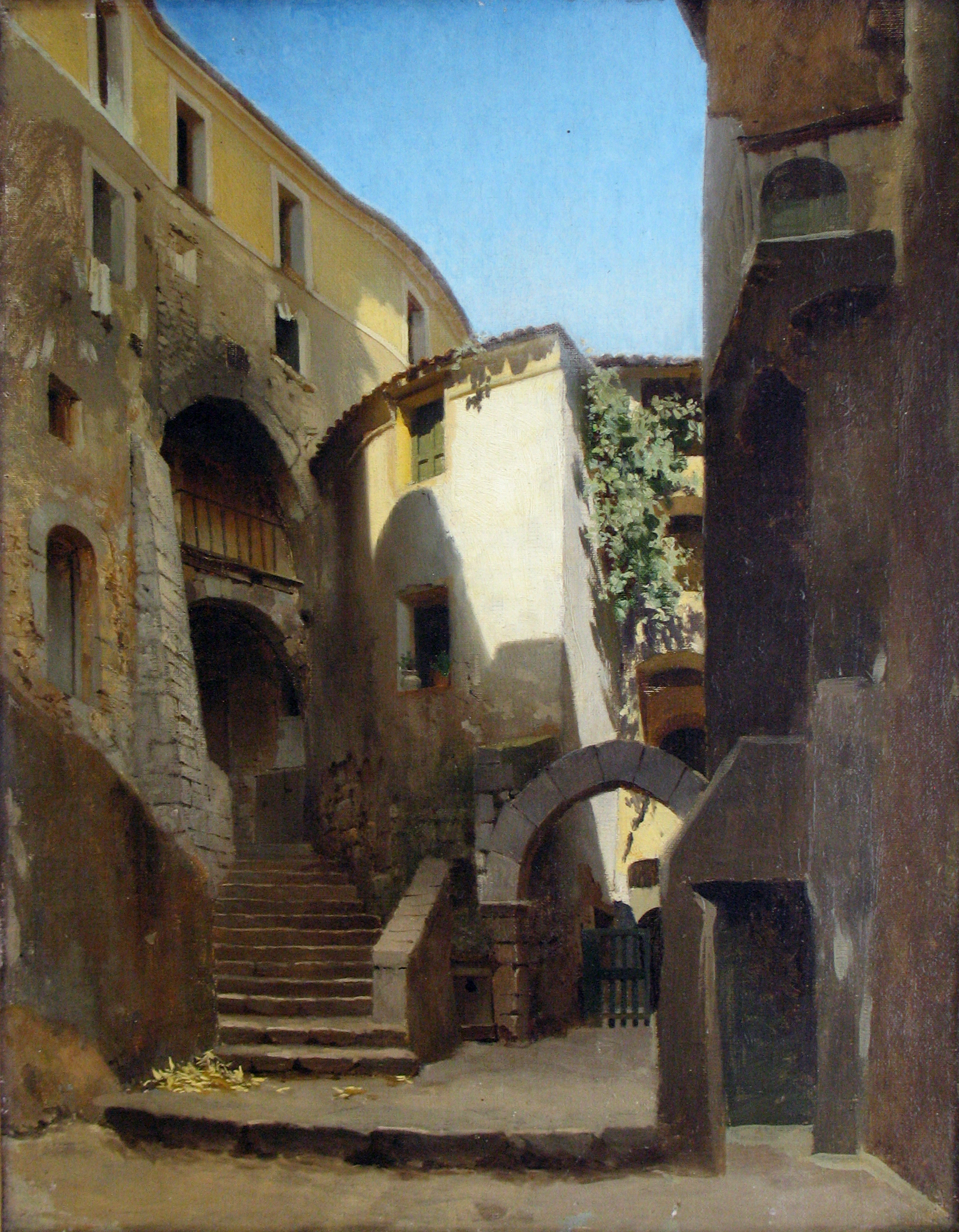
Федір Бронніков. «Вулиця в Італії», 1850-ті
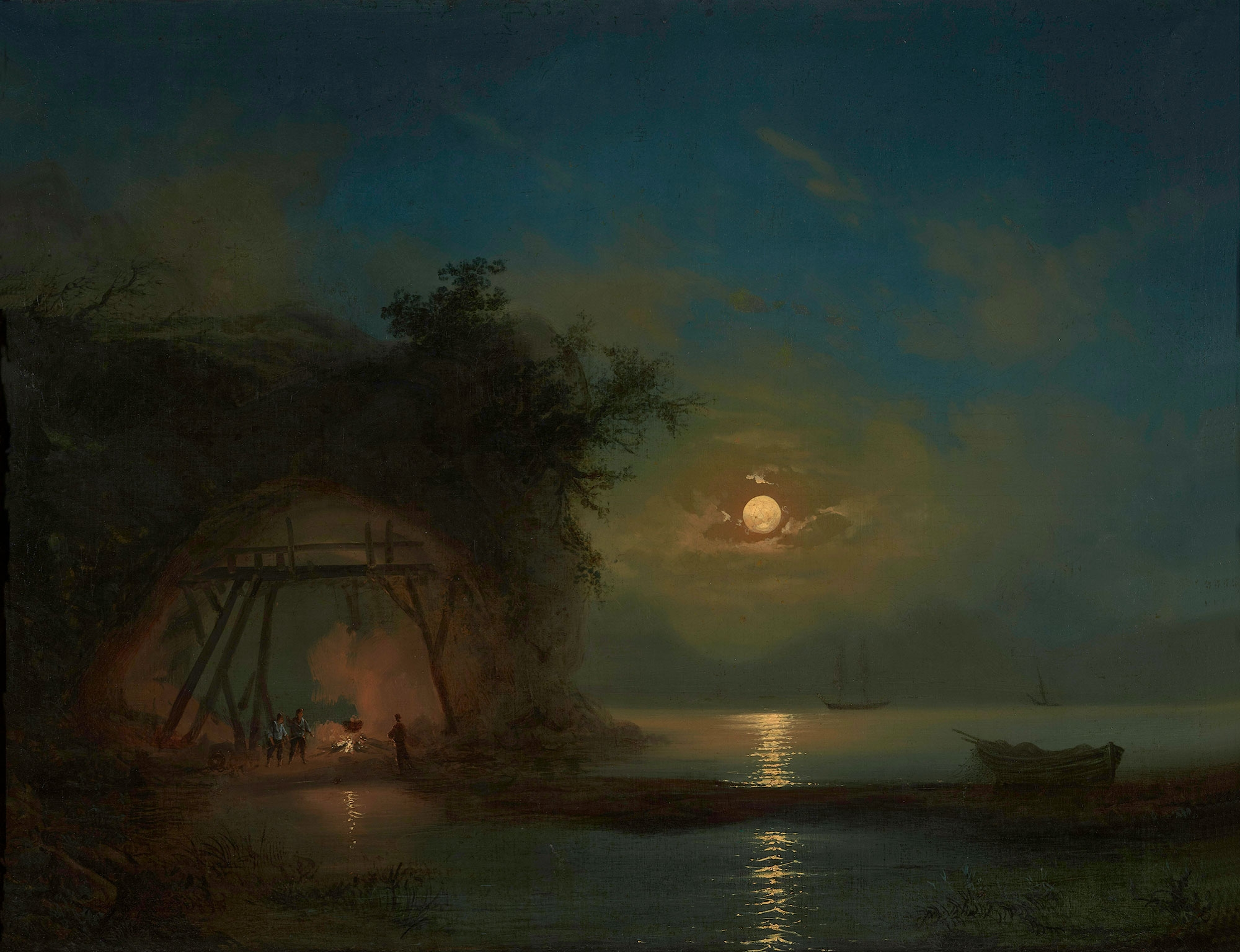
Іван Айвазовський. «Місячна ніч», 1850-ті
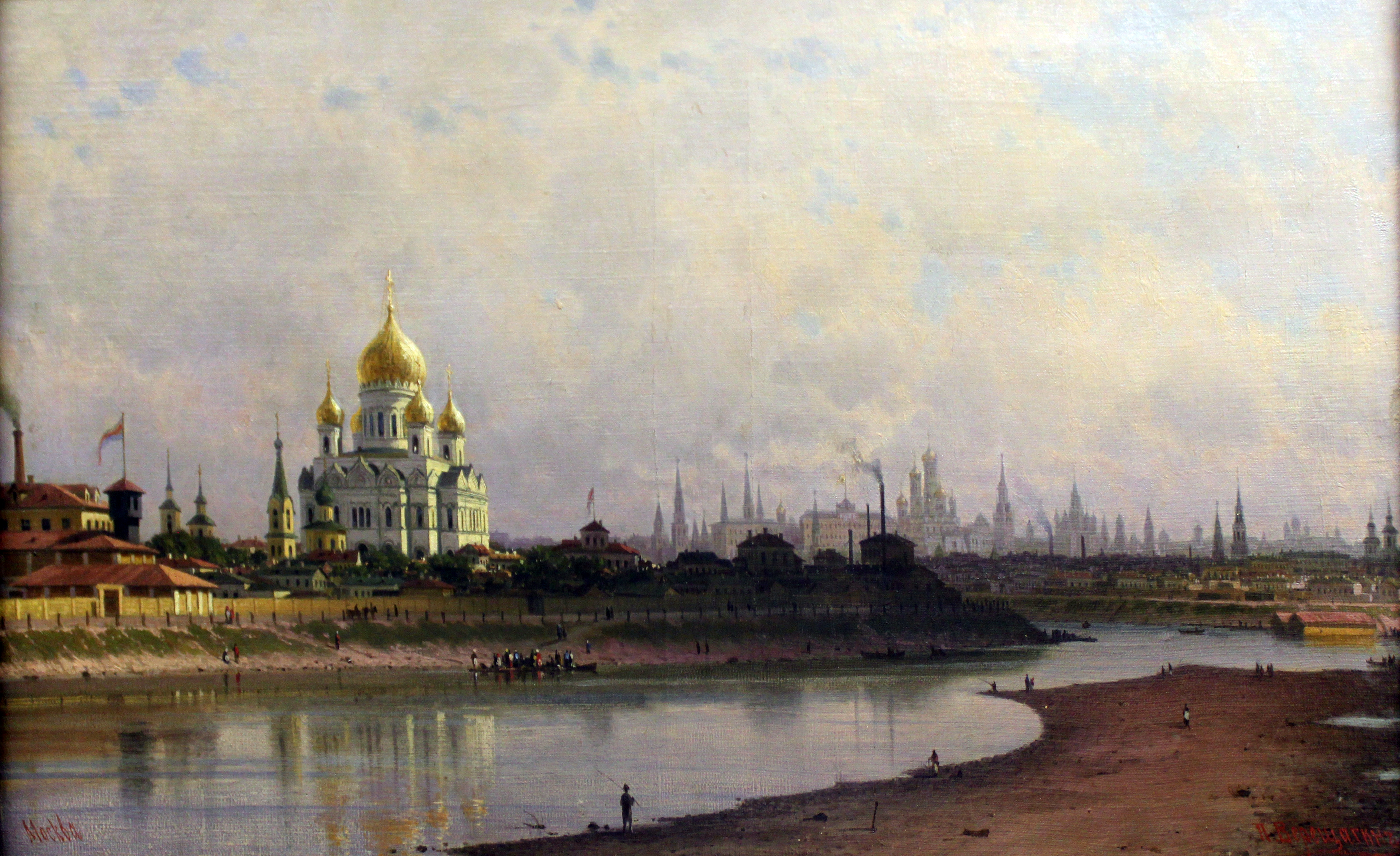
Петро Верещагін. «Стара Москва», 1878
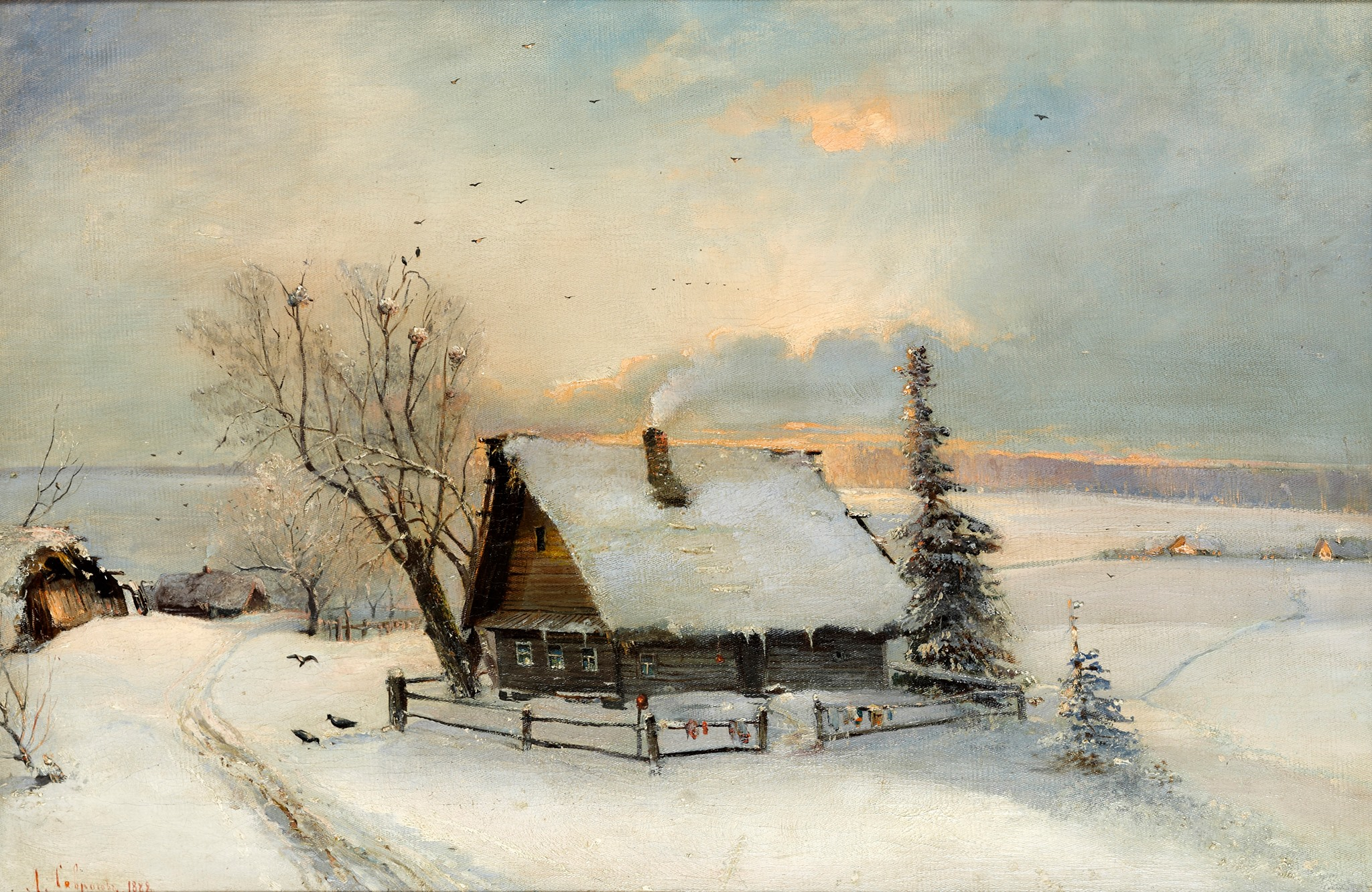
Олексій Саврасов. «Початок весни», 1888
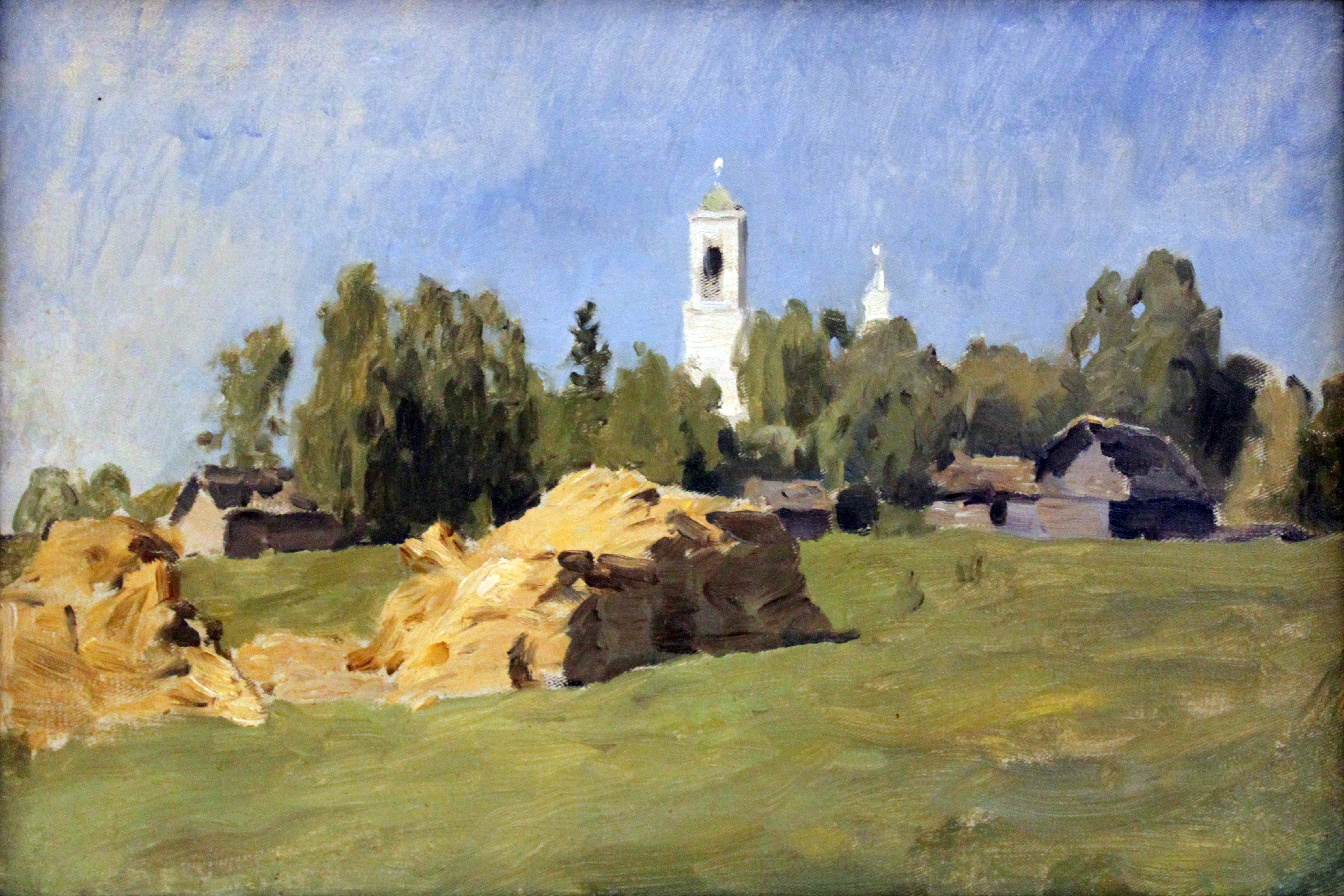
Ісаак Левітан. «Сільський пейзаж», 1889
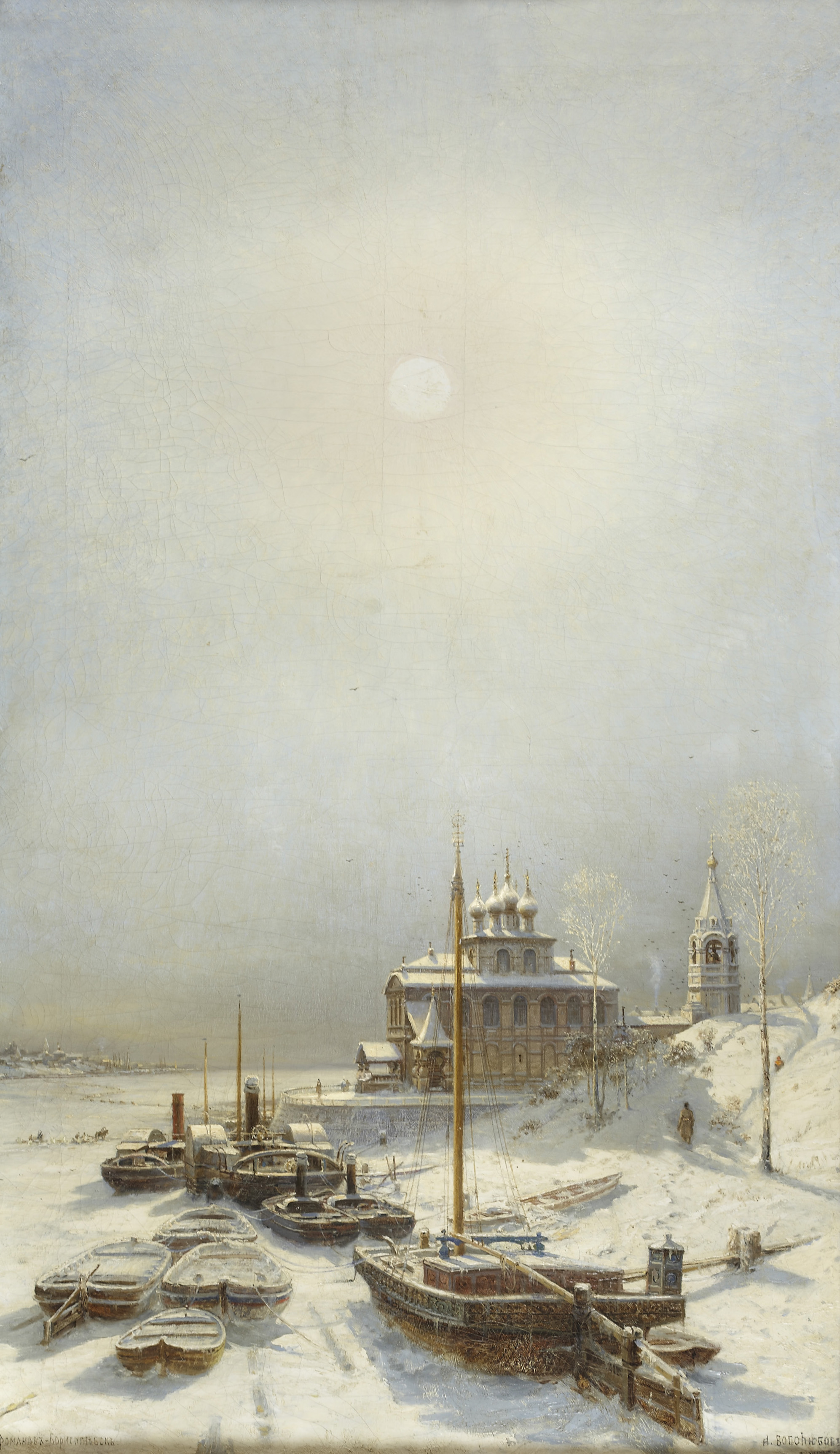
Олексій Боголюбов. «Зима в Борисоглєбську», 1902
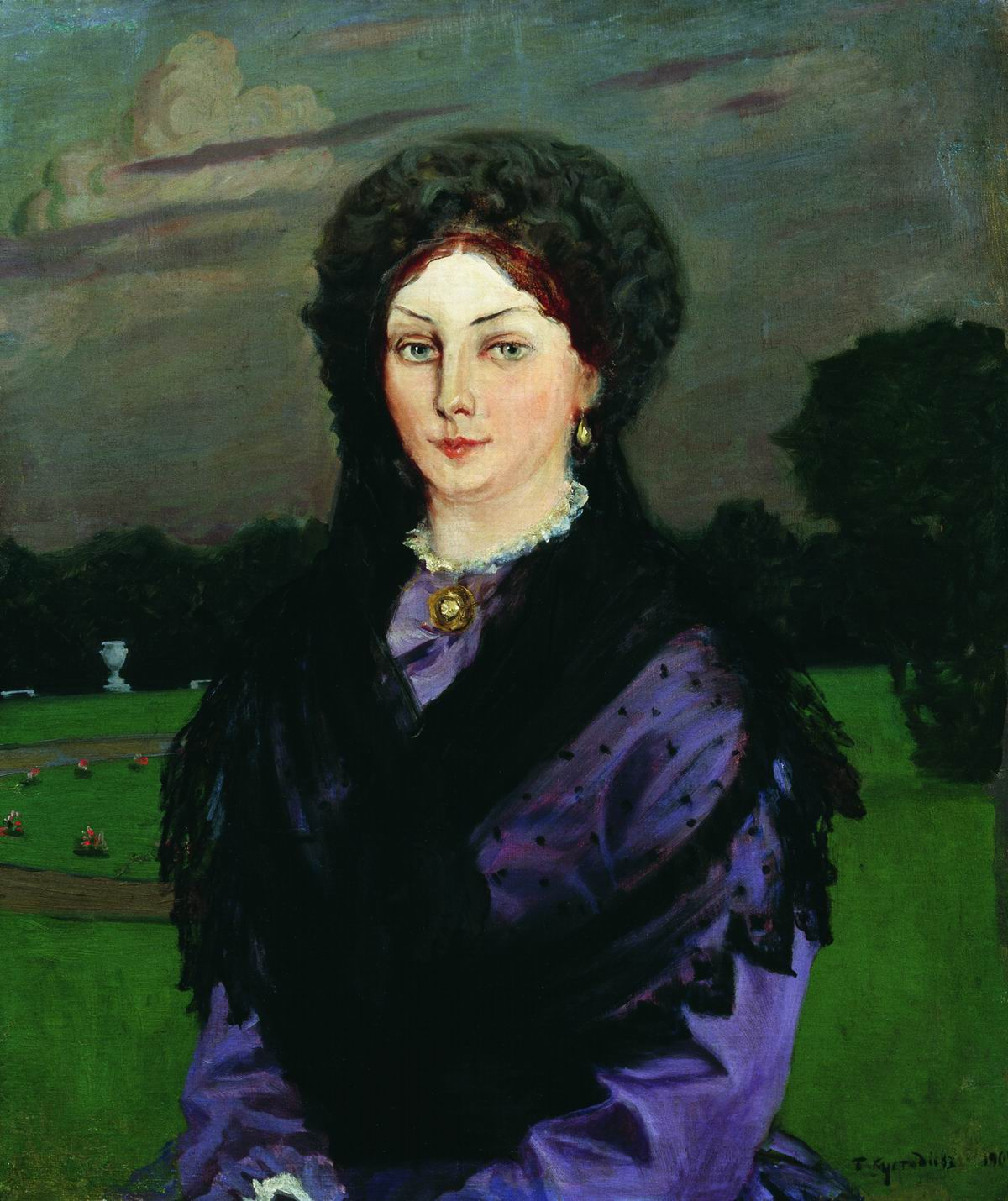
Борис Кустодієв. «Портрет жінки», 1904